# Cepitá (ort)
Cepitá är en ort i Colombia.   Den ligger i departementet Santander, i den centrala delen av landet, 270 km nordost om huvudstaden Bogotá. Cepitá ligger 661 meter över havet och antalet invånare är 377.
Terrängen runt Cepitá är bergig åt nordväst, men åt sydost är den kuperad. Cepitá ligger nere i en dal. Runt Cepitá är det glesbefolkat, med 19 invånare per kvadratkilometer. Närmaste större samhälle är Aratoca, 8,5 km sydväst om Cepitá. Trakten runt Cepitá består i huvudsak av gräsmarker.